# A buddhizmus és a hinduizmus
A hinduizmus és a buddhizmus közös eredete Észak-India. A hinduizmus kezdeti nyomai az Indus-völgyi civilizációban található, amely i. e. 2500 és i. e. 1700 között virágzott, míg a buddhizmus az ún. "második urbanizáció" idején, i. e. 500 körül alakult ki.  Hasonló nézeteket vallottak, amelyek egymás mellett léteztek a társadalomban, azonban jelentős különbségek is létrejöttek tanaikban.
A buddhizmus nagy jelentőségre tett szert az indiai szubkontinensen Asóka uralkodásakor, azonban a Gupta Birodalom idején hanyatlásnak indult és gyakorlatilag teljesen eltűnt a 11. századra, India egy-két eldugott zugát leszámítva. Indián kívül azonban továbbra is létezett a buddhizmus, amely ma is több kelet-ázsiai ország fő vallása.

## Korai történet

### Upanisadok
Bizonyos buddhista tanítás a korai Upanisadokban szereplő ideákra való válaszként keletkeztek  – olykor egyetértőek, máskor kritikusak vagy átértelmezők.
A hinduk legkorábbi filozófiai szövege, az Upanisadok buddhizmusra gyakorolt hatásáról rég óta vitatkoznak a tudósok. Míg Radhakrishnan, Oldenberg és Neumann szerint az Upanisadok hatással voltak a buddhista kánonra, addig Eliot és Thomas rámutatott pontokra, amelyekben a buddhizmus ellent mondott az Upanisadoknak. Valamilyen jellegű hatásról lehet ugyan beszélni, azonban az ortodox jellegek nélkül.

### Uralkodói támogatás
Rengeteg bizonyíték maradt fent arról, hogy a hinduizmus és a buddhizmus is jelentős támogatást kapott az indiai uralkodóktól, függetlenül a saját vallási hovatartozásuktól. A buddhista királyok tisztelték a hindu isteneket és tanítókat és sok buddhista templomot építettek hindu uralkodók idején is. Ez amiatt volt, mert a buddhizmust sohasem tekintették Indiában a hindutól idegen vallásként. Gyakorlatilag a hinduizmus rengeteg irányzata közé sorolták. Kálidásza műve bemutatja a hinduizmus felemelkedését, amely a buddhizmus kárára történt. A 8. századra Siva és Visnu váltotta fel Buddhát a királyi púdzsá rituálékban.

## Hasonlóságok

### Fogalmak
A Buddha a kor értekezéseiben használatos sok terminológiát elfogadott. Azonban ezek közül sok jelentése külön értelmezést kapott a buddhizmusban. Például a Szamannyaphala-szuttában Buddha a "három tudás" (teviddzsa) fogalmát ismerteti, amely a védikus hagyományban a védák ismeretét jelenti, számára viszont ezek nem szövegismeretet jelentettek, hanem dolgokat, amelyeket megtapasztalt. Az igaz "három tudásról" úgy tartják, hogy a megvilágosodás folyamatát képezik, amelyet Buddha elért egy éjszaka alatt.
A karma (szanszkrit: कर्म, melynek szótöve a kṛ – "tenni") jelentése cselekvés vagy cselekedet, amely gyakran vonatkozik az azt követő eredményre (más néven karma-phala, "cselekvés gyümölcse") is. Több kozmológia filozófiájában gyakran értelmezik az ok és okozat teljes ciklusaként, közöttük a hinduizmus és a buddhizmus is.
A karma a buddhista tanok kulcsfontosságú része, amelyben az egy közvetlen, akaratlagos eredménye egy személy szavainak, gondolatainak vagy cselekedeteinek az élete során. A buddhizmust megelőző védikus kultúrában a karma azzal állt összefüggésben, hogy helyesen végezték-e a szertartásokat vagy sem.
A dharma (szanszkrit, dévanágari: धर्म vagy páli dhamma, Devanagari: धम्म) jelentése természetes törvény, valóság vagy kötelesség, amely a spiritualitással és a vallással kapcsolatban annyit jelent, hogy a magasabb igazságot útja. A hinduk a hinduizmust úgy is nevezik, hogy szanátana dharma, melynek jelentése "az örök dharma." Ehhez hasonlóan a buddhizmust úgy is nevezik, hogy "buddhadharma". A dharma általános jelentése különböző filozófiák, hitek és gyakorlatok alapját képezi, amelyek mind Indiában keletkeztek. Ezek közül a négy legfontosabb a hinduizmus, a buddhizmus, a dzsainizmus (dzsaina dharma) és a szikhizmus (szikha dharma). Ezeknek a tanításaik központjában a dharma áll. Azok a lények, akik a dharmával összhangban élnek, azok gyorsabban eljutnak a legvégső igazsághoz (dharma jukam, moksa vagy nirvána – megszabadulás, megvilágosodás). A dharma jelenthet vallási vagy társadalmi kötelezettségeket, helyes magaviseletet, vagy egyéb erényeket.
A buddhaság fogalma is létezett a hindu szövegekben már Gautama Buddha születése előtt. A Vaju Puranában, Daksa, nemes király, buddhának nevezi Sivát.

### Szimbólumok
- Mudrá: szimbolikus, érzelmet kifejező kézmozdulat. Buddha megjelenítései szinte mindig valamilyen mudrával történnek.
- Dharmacsakra: ez a szimbólum, amely szerepel India nemzeti lobogóján és a thai királyi család lobogóján, buddhista szimbólum, amelyet mindkét vallás tagjai használnak.
- Rudraksa: ez a málá, a buddhista imafüzér, amelyet a követők az imákhoz, recitálásokhoz használnak.
- Tilaka: sok hindu követő jelöli meg a homlokát tilakkal, amely a harmadik szemet jelöli. Ehhez hasonlít Buddha egyik fizikai jellemzője is.
- Szvasztika: szent szimbólum, az óramutató járásának megfelelő irányban vagy azzal ellentétesen. Mindkettő előfordul a hinduizmusban és a buddhizmusban is. Buddhát olykor a balra néző szvasztikával ábrázolják a mellkasán vagy a tenyerein.[18]

### Gyakorlatok

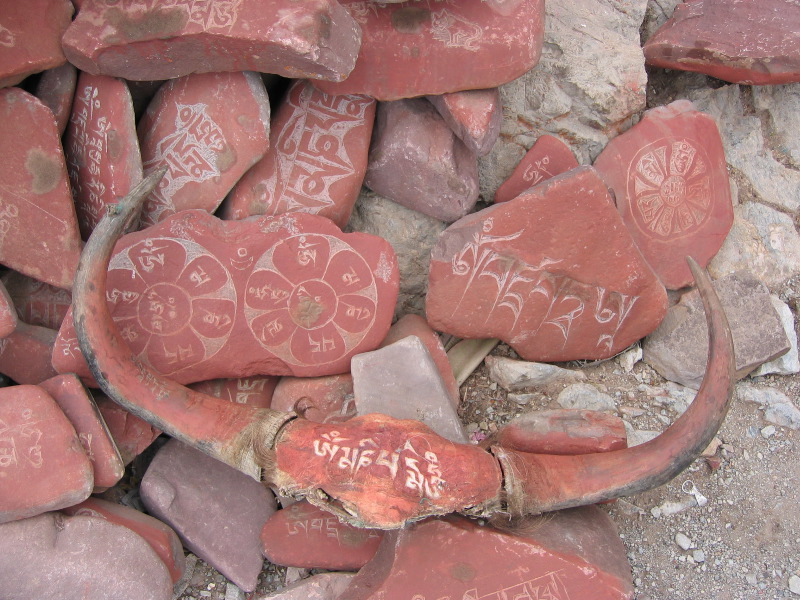
Tibetben az emberek gyakran vésnek mantrákat a sziklákba, hogy jelezzék elkötelezettségüket.

A mantra (मन्त्र) egy vallási szótag vagy vers, jellemzően szanszkrit nyelven. Használatuk az azokat használó iskoláktól és filozófiáktól függően eltérő. Elsősorban spirituális csatornaként használják, ugyanis a hangjai vagy rezgései segítik az egyhegyű koncentrációt végző gyakorlót. A vallási szertartásokban arra használták, hogy szerencsét hozzon, megkíméljen a veszedelmektől, stb. A mantrák léteztek már a történelmi védikus vallásban, a zoroasztrizmusban és a sramanikus hagyományokban is, ezért megmaradtak a buddhizmusban, a dzsainizmusban és a szikhizmusban is.
A jóga gyakorlatok szorosan kapcsolódnak mind a hinduizmushoz, mind a buddhizmushoz. Azonban a két hagyományban eltérő jóga-kifejezéseket használnak.
A hinduizmusban a (klasszikus) nyolcfokú jóga az egyéni léleknek a kozmikus lélekkel való összeolvadásának folyamatára utal, ahogy Patandzsali 400 körül megírt jóga szútráiban is szerepel. A jóga szó a szanszkrit judzs szótőből származik, melynek jelentése: összeköt, egyesít, igába fog. Az egyéni lélek (átman) és az univerzális lélek (Paramátma, Brahman) egyesítésére utal, de vonatkoztatható a test, a tudat és a lélek egyesítésére történő utalásként is.
A tibeti vadzsrajána buddhizmusban a "jóga" kifejezés mindenféle spirituális gyakorlatot jelölhet a tantráktól kezdve (mint például a krija-jóga vagy a csarja-jóga) az 'isten-' és a 'guru-jógákig'. Az Indiából származó Szútrajána és Tantrajána szövegek korai fordítási időszakában Tibetben a legmegfelelőbb 'átruházás' (szanszkrit: jána) az adi-jóga (szanszkrit) volt.

## Különbségek
A fogalmi hasonlóságok ellenére jelentős különbségek vannak a két vallás között. Nincs bizonyíték arra, hogy a buddhizmusban valaha is azonosult volna a védikus áldozatbemutatásokkal, védikus istenekkel vagy a kasztrendszerrel.

### Isten

#### Buddhizmus
Gautama Buddha tanításaiban elutasította a teremtő isten (Brahman) és a lélek (átman) fogalmát. A páli kánon több forrása is azt mutatja, hogy Buddha azt tanította, hogy a szenvedéstől való megszabaduláshoz nincs szükség egy teremtő istenben való hitre. Szándékosan kerülte a teológiai kérdéseket, mert azokról úgy tartotta, hogy gyakrabban szültek ellentéteket és haragot, mint békét. Buddha nem tagadta a védikus pantheonban szereplő népszerű istenek létezését, azonban úgy vélte, hogy ezek a dévák (félistenek), jóllehet jelen állapotukban jobb körülmények között élnek, ugyanúgy fogva tartja őket a szamszára körforgása és nem szükségszerűen érdemesek az üdvözítésre. Annak ellenére, hogy a nemes nyolcrétű ösvény több gyakorlatot és ideológiát is örökölt a korábbi hindu jógahagyományból, tanításai eltérnek a Bhagavad Gitától és a korábbi dharmikus vallásoktól abban, hogy a megvilágosodás (nirvána vagy móksa) nem a Brahmannal (az "Istenfej") való egyesülésen, önmegvalósításon és üdvözítésen keresztül történik. Buddha tanításai inkább az Eknath Easwaran által a "vágy pszichológiájának" nevezett dolgon múlik, azaz az önakarat, az önző vágyak és a szenvedélyek vizsgálatán. Ez nem azt jelenti, hogy ezek a tanítások nem léteztek a korábbi hindu hagyományokban, inkább csak ki lettek válogatva a védikus teológiából.
Buddha fontos trendet állított fel a buddhista egyházi közösségben azzal, hogy létrehozott egy valamelyest ateista nézetet a mindenható istennel kapcsolatban, amelyről úgy vélte, nem lényegesek az ő tanaiban. Mindazonáltal a Tipitaka több fejezetében is említésre kerülnek olyan emberek, akik dévaként (istenként) születtek újra, illetve olyan dévák, akik azután emberként születtek újra. A buddhista kozmológiában az isteneknek több fajtája és szintje van, azonban egyiket sem tekintik a világ vagy az emberi faj teremtőjének.

#### Hinduizmus
A hinduk elvetik a buddhizmusban azt, hogy isteni kinyilatkoztatás helyett egy magát mindentudónak tartott ember kijelentéseire hivatkozik. Támadásaik céltáblája a buddhizmus ateizmusa és oksági elmélete. A buddhizmus a hinduk szemében az igazság egyik értelmezésének (darsana) tűnik, de ebben a tekintetben hibás értelmezésnek. Ezért nem asztika, hanem nasztika darsana.
A hinduizmus – a Brahman- és Ísvara-tannal – földünk legrégebbi, ismert monoteista vallása. A Brahman minden létező ősoka, transzcendens létező. Személytelen, tér és idő fölé emelkedett, kezdet és vég nélküli, felfoghatatlan, megismerhetetlen, semmiféle tulajdonsággal nem jellemezhető. Gyakran világléleknek nevezik.
Az indiai teológia szerint Istennek három arculata van: Brahman, Paramátma és Bhagaván (Ísvara).

### Rítusok

#### Buddhizmus
A későbbi hagyományokban, mint például a japán mahájána buddhizmusban, a singon tűz-szertartás (Homa /Jagna) és az Urabon (szanszkrit: Ullambana) hindu hagyományokból ered. Általánosak az ehhez hasonló hagyományok a tibeti buddhizmusban is.

#### Hinduizmus
A hindu istentisztelet magva a meditáció, a nyugalmas elmélyedés. A hindu templomok "píthák", misztikus szellemi erőközpontok, az áldozatok és szertartások helyei, de a hívők a maguk módján, egyénenként kapcsolódnak be a hely szent áramkörébe. A szertartások a szellemi koncentrációra szolgálnak. Mindennél fontosabb eszköz erre a jelképek, képes ábrázolások tisztelete, a múrti-púdzsa.

### Kasztok
Buddha megtagadta a brahmanikus vallások kaszt alapján történő besorolását és a szerzetesi közösségébe bármilyen származású embert felvett.
A buddhista szövegek háttértörténeteiben szerepelnek a kor létező kasztjai, azonban a szútrák nem tesznek kísérletet azok magyarázatára. Az Aggannya-szuttában Buddha elmagyarázza, hogy az emberek a kasztjuktól függetlenül felelősek a cselekedeteikért.

### Kozmológia és világnézet

#### Buddhizmus
A buddhista kozmológiában 31 létsík van a szamszárában. Időnként a lények újraszületnek a lét körforgatagában, kivéve a nem-visszatérők (anágamik). Buddha értelmezésében nem cél újjászületni gyakorlatilag semelyik birodalomban. A buddhák a parinirvána után a 31 létsíkot maguk mögött hagyják. A hindu szövegekben a dévák főleg a Kamma Lokában vannak. Csupán Brahma, a hindu isten lakozik a Rupa loka birodalomban.[forrás?] A brahma birodalmon kívül sok birodalomba el lehet jutni meditáció révén.[forrás?] Buddha szerint a brahma birodalom lakói is ki vannak téve a halálnak és az újjászületésnek.

#### Hinduizmus
Az univerzum megfejthetetlen rejtély. Senki nem tudja megmondani hogyan keletkezett. A Rigvédában ezt találjuk: "Ki az aki tudja, s itt ki mondja el, honnét keletkezett, honnét e teremtés?" A szánkhja filozófia azt mondja: "Ami van, nem keletkezhet abból, ami nincs". A Bhagavad Gítá kijelenti: "A lét nem keletkezhet a nem-létből." Semmiből nem keletkezhet valami. Ehhez hasonlóan a hinduizmus azt tanítja, hogy a világegyetem Brahmanból nőtt ki, Brahmanban létezik és Brahmanba tér vissza.

### Gyakorlatok
Képet kaphatunk a buddhizmus előtti hitrendszerek és a gyakorlatok valamint a buddhizmus közötti különbségekről ha megvizsgáljuk a Dígha-nikája Samannyaphala-szuttáját. Ebben a szútrában Magadha egyik királya felsorolja a kor több neves spirituális tanítójának tanításait. Ezután megkérdezi Buddhát is az ő tanításairól, aki elmondja a királynak, hogy a tanítványainak milyen gyakorlatokat javasol és milyeneket nem. A szöveg nem nevezi meg, hogy melyek az új tanítások, hanem a régiekről állítja, hogy azok nem újak.

#### Hinduizmus
A hinduizmusban különböző vallásos hitek, az imádat, a szertartások és hagyományok különböző fajtái foglalnak helyet egymás mellett. Különféle vallások laza szövetsége ez, olyan, többnyire teista világkép, amelyet henoteizmus, monoteizmus, politeizmus, panteizmus, panenteizmus, monizmus ível át. Még ateizmus és egyfajta animizmus is megtalálható benne. Ez a vallás valamennyi közül a legegyetemesebb, amely más vallások értékeit is megbecsüli és mindazt, amit a többiben igaznak lát, bekebelezi. Nézetük alapján az összes vallás – ellentmondó tanításai ellenére – ugyanahhoz az igazsághoz vezet.
A szvámik (szerzetesek) és guruk (spirituális tanítók) kijelentik: a vallás gyakorlása egyet jelent a becsület, a jóság, a helyes ítélet, az igazság, a szeretet és a tisztaság gyakorlásával. A becsületes ember a valóban vallásos ember. A vallásnak élő gyakorlattá kell válnia az ember életében. A vallás maga az élet, nem pedig üres beszéd vagy képmutatás.
Egy hindu jógi a jama és nijama néven ismert etikai elvek szerint él.

### Meditációk
A meditatív állapotok leírására egy sor hasonló kifejezést használnak a hindu jógában és a buddhizmusban. Több tudós is megállapította, hogy mind a dhjána és a szamádhi – a meditatív elsajátítás szintje – általános meditációs gyakorlatnak tekinthetők mindkét vallás gyakorlataiban. Ebben a kontextusban a legérdekesebb a négy buddhista dhjána tudatszint rendszere és a klasszikus jóga szampradzsnata szamádhi szintjei közötti kapcsolat.

#### Buddhizmus
A Mahá-Szaccsaka-szutta szerint Buddha visszaemlékezett gyermekkorából egy spontán meditatív állapotra, amelynek hatására abbahagyta az aszkéta gyakorlatokat.
Az Upakkilésza-szutta szerint Buddha miután rájött bizonyos okokra, akadályokra és leküzdötte azokat, belépett a "jelbe", majd végig haladt a 4 dhjána meditációs szintjein. Az okok és akadályok mentális tényezők voltak, mint például a félelem, tunyaság, gőg, emelkedett hangulat, vágy, stb. A négy dhjánát később úgy nevezte, hogy szamma szamádhi.
A buddhista szövegek szerint megvilágosodása előtt, Buddha a két alak-nélküli meditációt tanult két tanítótól, Alara Kalamától és Uddaka Ramaputtától. Valószínűsíthető, hogy mindketten a brahma hagyományhoz tartoztak. Azonban rájött, hogy sem a "semmi dimenziója", sem a "se-nem-észlelés sem a nem-észlelés dimenziója" nem vezet el a nirvánához, ezért elhagyta tanítóit.
Buddha felfedezte az "érzelmek és észlelések megszüntetésének" útját. Ezt néha a "kilencedik dhjánának" is nevezik a szövegmagyarázatok és tudományos irodalmak.
A meditáció a jógik gyakorlata volt már évszázadokkal Buddha előtt is. Buddha a jógik befelé-figyelésére épített és a meditatív technikák módszereire, azonban elutasította a megvilágosodásról alkotott elméleteiket. A buddhizmusban mindig a tudatosságot (szati) és a szampadzsannyát (tiszta megértés) kell kifejleszteni. A buddhizmus előtti jógagyakorlatokból hiányzik ez a meghatározás. A brahma hagyományba tartozó jógiknak például tilos volt székletürítés közben gyakorolni, a buddhista szerzetesek akkor sem hagyják abba a gyakorlást.
Buddha egy másik újítása volt, hogy a meditatív megértés ötvözte a megvilágosító tudással.

#### Hinduizmus
A hindu iratok kijelentik, hogy meditáció nélkül nincs megismerés. A rendszeres meditációval fokozatos spirituális fejlődést érünk el. A meditáció elhozza az örök világosságot, felébreszti az intuíciót. A koncentráció és a meditáció gyakorlásával az elme olyan tiszta és átlátszó lesz, mint egy kristály. A világi dolgokért folytatott harc zaja elcsitul és az anyagi haszon és a gyorsan elérhető örömök hajszolása egyre kevésbé lesz fontos. Az Úron való meditációval az ember meghaladja a test-tudatot, és megtapasztalja univerzális hatalmát.
A meditáció fokai a hinduizmusban:
Pratjáhára (प्रत्याहार, "Befelé tekintés"): melynek során a tudat, érzékek és az érzékelés tárgyai nem lépnek kapcsolatba egymással
Dhárana (धारणा, "Koncentráció"): A figyelem egyetlen dologra való összpontosítása.
Dhjána (ध्यान, "Mély meditáció") : a figyelem egy dolgon vagy folyamaton való tartása hosszú ideig
Szamádhi (समाधि): Az Önvalóval való eggyé-válás (transz, az abszolút való megismerése)

### Védák
A hinduizmus – híveinek véleménye szerint – az emberek örök, időtlen ősvallása, de nem nevezik vallásnak azt. Fő tantételeik és nézeteik a szent irataikon, a Védákon alapszanak, amely nézetük alapján az univerzum ezoterikus bölcsessége és ember feletti eredetűek.
A buddhizmusban nem tagadják, hogy a védák eredeti formájukban szent szövegek lehettek, amelyeket azonban bizonyos brahminok a társadalmi pozícióik bebiztosításának céljából többször módosítottak. Buddha kijelentette, hogy a Védát igaz formájában Kasjapa adta át bizonyos "risiknek" (bölcsek), akik látó szintet értek el (isteni szemük lett). A Vinaja-pitakában (Mahavagga – I.245) Buddha megnevezi ezeket a bölcseket: "Atthako, Vâmako, Vâmadevo, Vessâmitto, Dzsamadagni, Angiraso, Bhâradvâdzso, Vâsettho, Kasszapo, és Bhagu" A védákat azonban néhány brahmin megváltoztatta ezért Buddha visszautasította a kora védáinak tiszteletét.
A hinduizmusban a különböző filozófiákat "ásztikának" vagy "násztikának" nevezik az alapján, hogy elfogadják-e a Védákat vagy sem. Ez alapján a buddhizmus násztikának számít, mivel az nem fogadja el a Védákat.

## Buddha alakja

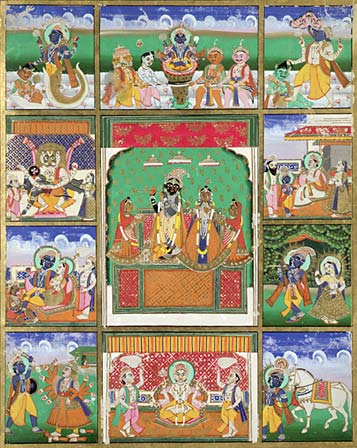
A hindu vaisnavizmusban Buddha (jobbra alul) Visnu tíz avatárja közül az egyik

Gautama Buddhát a vaisnavák Visnu isten számos avatárja egyikének tartják, míg más hinduk szent vagy megvilágosodott embernek. A történelmi Buddha tagadta, hogy isten volna vagy egy isten inkarnációja. Buddha tanai nem fogadják el azt, hogy a Védákat egy Teremtő ihlette volna, ezért a buddhizmust általánosságban násztikának (tévhitű iskolának) tekintik.
Buddhát megemlítik fontos hindu írások, köztük szinte mindegyik fontosabb Purána. Úgy tartják, hogy nem mindegyik utal ugyanarra a személyre. A legtöbb a buddhizmus alapítójára utal ugyan, de némelyik buddha egyszerűen olyan személyekre utal, akik rendelkeznek a buddhi képességgel. Ábrázolásuknak két szerepe van: az ateista védák terjesztése, hogy visszaállítsa a dharmát, valamint az állati áldozatok bírálata.
Gyakran nevezik jóginak, jógácsárjának vagy szannyászinak. Apját legtöbbször Suddhódana néven említik, amely megfelel a buddhista hagyományoknak is – azonban egy-két forrás Buddha apját Andzsanának vagy Dzsinának nevezi. A jellemzések gyönyörűnek írják le, sárga bőrrel és barnás-vörös ruhában.
A 8. században királyi körökben egyre többen cserélték le Buddhát hindu istenekre. Ez egybeesik azzal az időszakkal, amikortól Buddha alakja átalakult Visnu isten egyik avatárjává.
Ez az avatár az erőszakmentesség (ahimsza) alakja volt és a mai napig így tekintenek rá a modern vaisnavizmus egyes szervezetei, beleértve az ISKCON-t (Krisna-tudat) is.
Több neves hindu személy (például Radhakrishnan vagy Vivékánanda) Buddhát az egyetemes igazság egy példájának tekintik.
A hinduizmus néhány forradalmi alakját, például Mahatma Gandhit, is inspirálta Buddha élete, tanításai és reformjai.

## További olvasmányok
- N.N Bhattacharyya: Buddhism in the History of Indian Ideas
- Chitrarekha V. Kher: Buddhism as Presented by the Brahmanical Systems
- Coomaraswamy, Ananda Kentish: Buddha and the Gospel of Buddhism. Citadel Press, Secaucus NJ, 1988 (1916)
- Coomaraswamy, Ananda Kentish: Hinduism and Buddhism Archiválva 2022. augusztus 9-i dátummal a Wayback Machine-ben (Golden Elixir Press, 2011)ISBN 978-0-9843082-3-1
- Elst, Koenraad: Who is a Hindu, 2001. Delhi: Voice of IndiaISBN 978-81-85990-74-3
- GOEL, Sita Ram: Samyak Sambuddha. Bhârata-Bhâratî, Delhi 1997 (1957)
- Ram Swarup: Buddhism vis-à-vis Hinduism. Voice of India, Delhi 1983 (1958)
- V. Subramaniam, ed.: Buddhist-Hindu Interactions
- Gurusevak Upadhyaya: Buddhism and Hinduism

- Shinjo Ito: "Shinjo:Reflections". Somerset Hall Press, 2009

## Külső hivatkozások
- Hindu és buddhista istenek
- Gandhi és Buddha
- Megvilágosodás a buddhizmusban és az Advaita Vedantában: ugyanaz a nirvána és a moksa? – David Loy, Szingapúri Nemzeti Egyetem